# ثارپتاون (یونیون‌تاون)، پنسیلوانیا
ثارپتاون (به انگلیسی: Tharptown) یک منطقهٔ مسکونی در ایالات متحده آمریکا است که در شهرستان نورث‌آمبرلند، پنسیلوانیا واقع شده‌است. ثارپتاون ۴۹۸ نفر جمعیت دارد.